# Barry John
Barry John (Cefneithin, 6 gennaio 1945 – Cardiff, 4 febbraio 2024) è stato un rugbista a 15 gallese, di ruolo mediano d'apertura.
Indossò per quattro volte la maglia dei British and Irish Lions.